# Centropyge interruptus
Centropyge interruptus es un pez ángel marino de la familia Pomacanthidae, se encuentra en las aguas tropicales del Océano Pacífico.

## Características
El color de este pez es bien variado, va del amarillo anaranjado, al violáceo y continua con color azulado, la cola es de color amarillo brillante, con terminaciones azuladas. Son nativos de las Islas Ogasawara, al sur de Japón.

## Sinónimos
- Angelichthys interruptus Tanaka, 1918  (Tanaka, 1918)